# Maximilian Holst
Maximilian Holst (* 23. Juni 1989 in Siegburg) ist ein ehemaliger deutscher Handballspieler. Er war sowohl auf der Linksaußenposition als auch im Rückraum einsetzbar.
Holst spielte bis 2003 beim TuS Niederpleis und wechselte in diesem Jahr zum Dormagener Handballleistungszentrum. Von 2007 bis 2011 stand er im Kader des Bundesligisten TSV Bayer Dormagen, bzw. TSV Dormagen und DHC Rheinland und war in der Saison 2010/11 mit 118 Toren der erfolgreichste Torschütze des Erstligisten. Anschließend schloss er sich dem bayrischen Erstligisten TV Großwallstadt an, wo Holst einen Zweijahresvertrag unterschrieben hatte. Zur Saison 2014/15 wechselte er zur HSG Wetzlar. In der Saison 2019/20 erzielte er seinen 1000. Bundesligatreffer. Am 26. Dezember 2019 verwandelte er beim Heimsieg gegen die Eulen Ludwigshafen alle zehn Siebenmeter. Dieses Kunststück gelang zuvor nur Yoon Kyung-shin (2003/04) und Frank Mühlner (1991/92), elf Siebenmeter verwandelten nur Daniel Stephan (2004/05) und Michiel Lochtenbergh (2008/09). Nach der Saison 2021/22 beendete er seine Profi-Laufbahn.
Holst gehörte dem Kader der Jugend- und Juniorennationalmannschaft an (3 und 2 Spiele). Im März 2012 bestritt er sein einziges Spiel für die Männer-Handballnationalmannschaft.